# Burg Hochrosen
Die Burg Hochrosen (lettisch Augstrozes pils) ist die Ruine einer Höhenburg bei Augstroze nahe dem Hochrosener See (Augstrozes Lielezers), zwischen Valmiera (Wolmar) und Limbazi (Lemsal) im Bezirk Cēsis. Bis heute erhalten sind bis 6–7 Meter stehende Fragmente der Südmauer der Burg.

## Geschichte

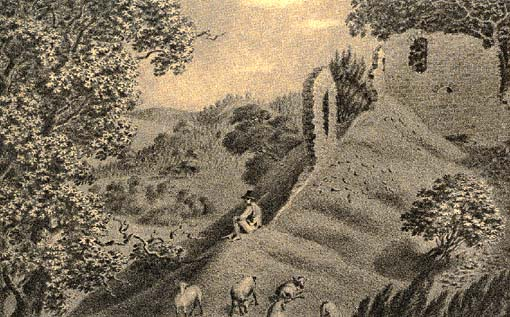
Zeichnung der Ruinen von Karl Johann Emanuel von Ungern-Sternberg (1773–1830), Beginn des 19. Jahrhunderts

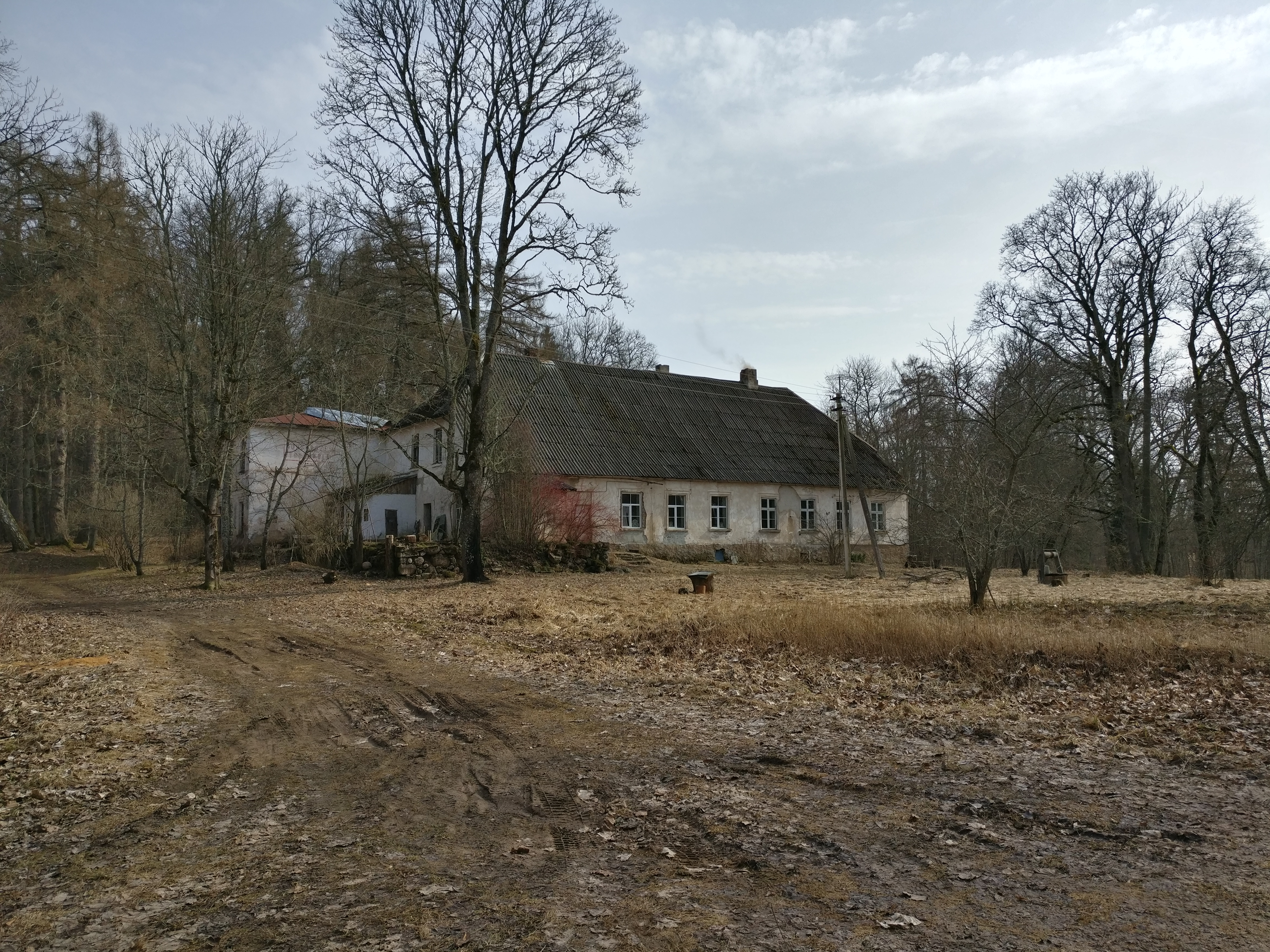
Gut Augstroze

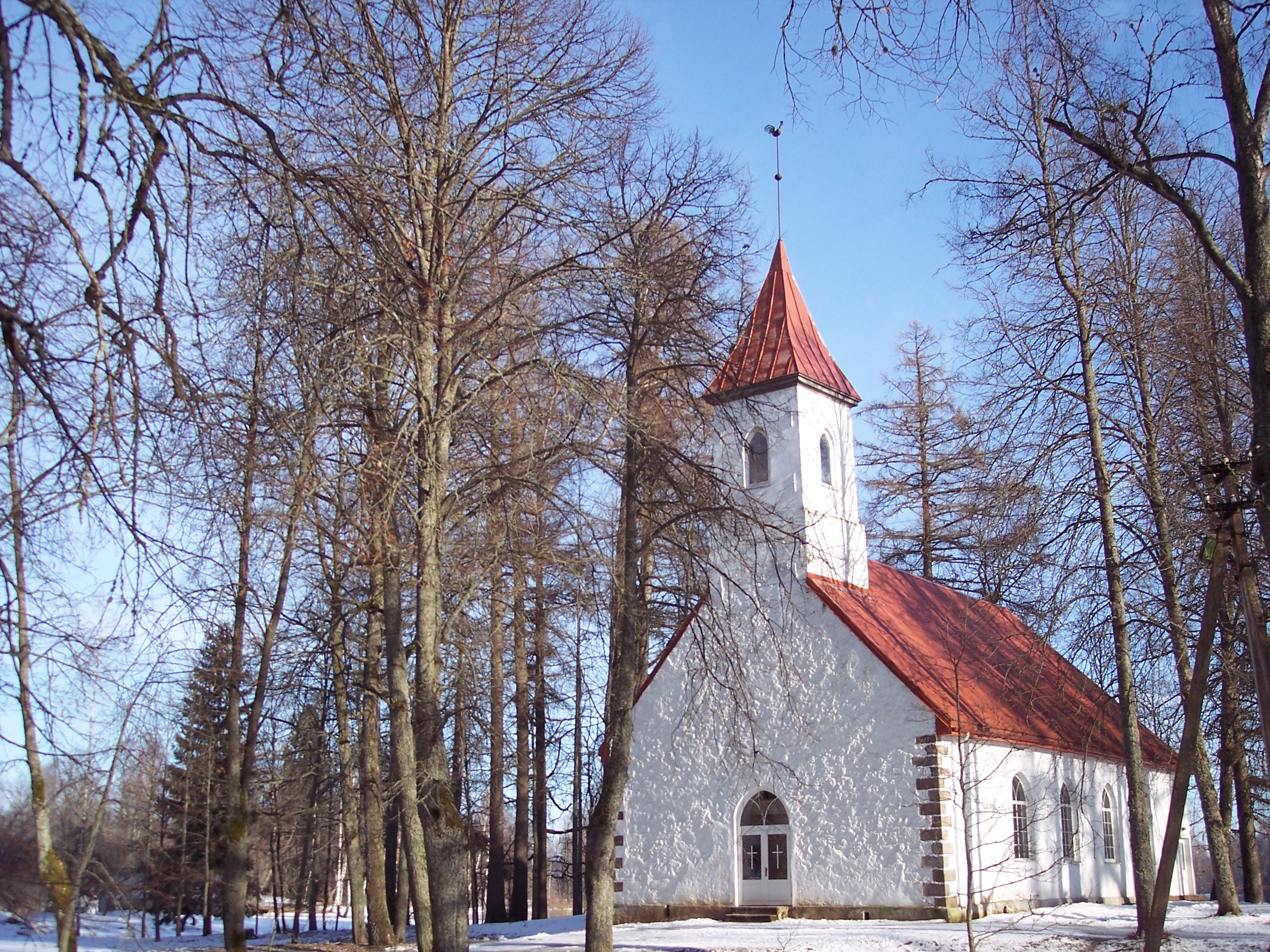
Lutherische Kirche Augstroze

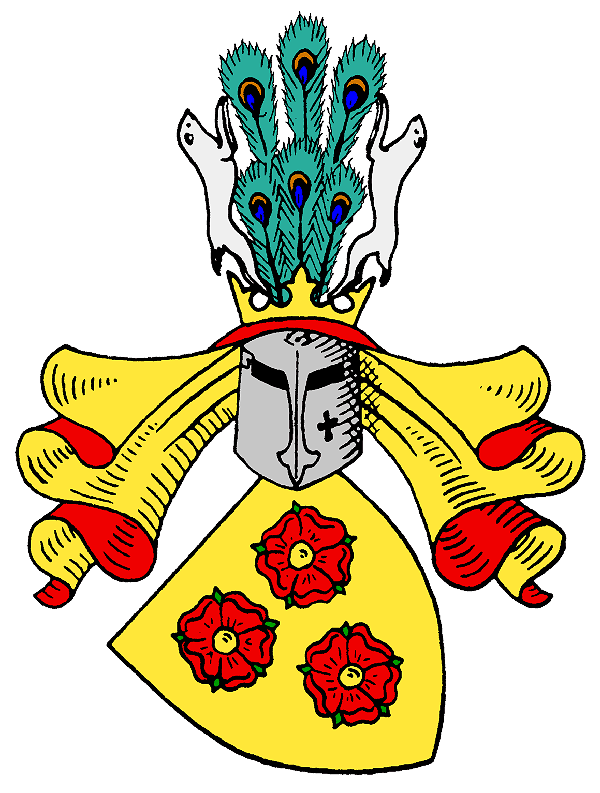
Wappen des Hauses von Rosen

Burg Hochrosen war eine der ersten größeren Vasallenburgen des Erzbistums Riga und gehörte den von Rosen, denen auch Burg Mojahn gehörte. Die Burg wurde urkundlich am 5. Februar 1350 erstmals erwähnt, als Erzbischof Fromhold von Vifhusen nach dem Tode Ottos von Rosen die Burg („Husz tho Rosen mit hofen“) an Wolmar und Henneke von Rosen verlehnte. Im Jahr 1480 wurde Burg Hochrosen durch Ordenstruppen belagert, diese konnten die Burg aber nicht einnehmen.
Im Jahr 1518 teilten sich Hans und Kersten von Rosen den Besitz der Burg, 1538 erbte Johann von Rosen die Burg.
Im Frieden von Jam Zapolski 1582 wurde Schloss Hochrosen als Teil des Herzogtums Livland Polen-Litauen angegliedert.
Während des Polnisch-Schwedischen Kriegs wurde Hochrosen Ende Juni oder Anfang Juli 1601 durch Polen und Tataren unter Holmstedt belagert und geplündert.
Aus der Vasallenburg entstand das Rittergut Hochrosen (Augstrozes muiža), dessen Baulichkeiten erhalten sind.

## Bauwerk
Hochrosen war eine Landrückenburg mit einer massiven Schildmauer auf einem 30 Meter hohen Hügel am Südufer des Hochrosener Sees und war von steilen Hängen gut geschützt. Der flachere südöstliche Bergabhang musste zur Verteidigung mit einer Vorburg versehen werden. Die Hauptburg war etwa 55 m lang. Außer der stärkeren Schildmauer waren die anderen Teile der Mauer nur 1,55 m bis 1,80 m stark.

## Lutherische Kirche Augstroze
Auf Beschluss des Konsistoriums aus dem Jahre 1636 wurde neben der Vasallenburg Augstroze eine Kirche geplant. Der eigentliche Bau begann jedoch erst 1795 und die Holzkirche wurde 1798 auf den Ländereien des Gutshofs Augstroze fertig gestellt. Die heutige Kirche wurde 1858 von Karl von Gersdorff (1815–1869), dem Gutsherrn von Augstroze, als einschiffige Steinkirche erbaut. Der rechteckige Kirchturm hat einen relativ niedrigen Helm und die Ecken der Kirche sind mit Granitbrüstungen geschmückt.